# For He's a Jolly Good Felon
For He's a Jolly Good Felon è il terzo singolo estratto dall'album The Betrayed dei Lostprophets, pubblicato l'11 aprile 2010 in Gran Bretagna, distribuito dalla Visible Records.